# Bernard VII. od Commingesa
Bernard VII. od Commingesa (umro 21. srpnja 1312.) bio je francuski plemić te grof Commingesa.

## Obitelj
Grof Bernard je bio sin grofa Bernarda VI. od Commingesa i njegove supruge, grofice Terezije (Thérèse).
Naslijedio je svojeg oca na mjestu grofa Commingesa 1295. godine.
Njegova je žena bila gospa Laura od Montforta, čiji su roditelji bili lord Filip od Montfort-l'Amauryja i njegova supruga, Ivana od Levisa.
Grofica Laura i grof Bernard imali su sljedećih sedmero djece:
- Bernard VIII.,[3] očev nasljednik te otac grofice Cecilije I. od Urgella[4]
- Petar Rajmond I. (umro 1341.) – muž gospe Françoise (od Fezensaca?)
- Guy (umro 1365.) – muž Margarite od Monteil-Adhémara i Indije od Caumonta
- Ivan
- Arnaud Rogerije
- Cecilija
- Eleonora od Commingesa (Alienòr)